# Skomlea, Vidin
Skomlea (în bulgară Скомля) este un sat în comuna Dimovo, regiunea Vidin,  Bulgaria. 

## Demografie
Componența etnică a satului Skomlea
     Bulgari (88,46%)
     Nicio identificare (11,53%)
     Altele (0%)
La recensământul din 2011, populația satului Skomlea era de 26 locuitori. Din punct de vedere etnic, majoritatea locuitorilor (88,46%) erau bulgari. Pentru 11,53% din locuitori nu este cunoscută apartenența etnică.